# Jože P. Damijan
Jože Pavlič Damijan (pogosto krajšan Jože P. Damijan), slovenski ekonomist in politik, * 14. januar 1967, Lomanoše.
V 8. vladi Republike Slovenije je bil minister brez listnice, pristojen za razvoj. Je redni profesor na Ekonomski fakulteti Univerze v Ljubljani. Oktobra 2020 so ga opozicijske stranke LMŠ, SD, Levica in SAB evidentirale kot mandatarja tehnične vlade Koalicija ustavnega loka, a se je nato umaknil Karlu Erjavcu.